# Championnat des îles Féroé de football 1974
Navigation
Meistaradeildin 1973 Meistaradeildin 1975
La saison 1974 du Championnat des îles Féroé de football était la 32e édition de la première division féroïenne à poule unique, la Meistaradeildin. Les six meilleurs clubs du pays jouent les uns contre les autres à deux reprises durant la saison, à domicile et à l'extérieur. 
C'est le HB Tórshavn qui remporte le titre cette année après avoir terminé en tête du classement, avec huit points d'avance sur le KÍ Klaksvík.
C'est le 7e titre de champion de l'histoire du club, qui manque de réaliser le doublé en s'inclinant en finale de la Coupe des Îles Féroé face au VB Vágur.

## Les clubs participants
| \| B36 HB ÍF KÍ TB VBV \| Localisation des clubs engagés dans le championnat 1974. |
| B36 HB ÍF KÍ TB VBV                                                                |

- B36 Tórshavn

- HB Tórshavn - Tenant du Titre

- ÍF Fuglafjørður

- KÍ Klaksvík

- TB Tvøroyri

- VB Vágur

## Compétition

### Classement[n 1]
| Rang | Équipe          | Pts | J  | G | N | P | Bp | Bc | Diff |
| ---- | --------------- | --- | -- | - | - | - | -- | -- | ---- |
| 1    | HB Tórshavn (T) | 18  | 10 | 9 | 0 | 1 | 40 | 11 | +29  |
| 2    | KÍ Klaksvík     | 10  | 10 | 4 | 2 | 4 | 17 | 18 | -1   |
| 3    | VB Vágur (C)    | 9   | 10 | 4 | 1 | 5 | 15 | 18 | -3   |
| 4    | TB Tvøroyri     | 8   | 10 | 2 | 4 | 4 | 17 | 22 | -5   |
| 5    | B36 Tórshavn    | 8   | 10 | 3 | 2 | 5 | 14 | 21 | -7   |
| 6    | ÍF Fuglafjørður | 7   | 10 | 2 | 3 | 5 | 14 | 27 | -13  |

|  | Vainqueur du championnat 1974                                |
|  | (T) Tenant du titre (C) Vainqueur de la Coupe des îles Féroé |

### Résultats[n 1]
| Résultats (▼dom., ►ext.) | B36 | HB  | ÍF  | KÍ  | TBT | VBV |
| B36 Tórshavn             |     | 0-3 | 1-0 | 3-0 | 1-1 | 3-0 |
| HB Tórshavn              | 7-2 |     | 8-0 | 4-3 | 5-0 | 3-0 |
| ÍF Fuglafjørður          | 3-0 | 1-4 |     | 2-2 | 3-3 | 2-1 |
| KÍ Klaksvík              | 3-1 | 1-3 | 3-1 |     | 2-0 | 3-1 |
| TB Tvøroyri              | 2-2 | 2-3 | 1-1 | 3-0 |     | 1-3 |
| VB Vágur                 | 2-1 | 2-0 | 4-1 | 0-0 | 2-4 |     |

## Bilan de la saison
| Championnat des îles Féroé de football 1974 |                        |
| Champion                                    | HB Tórshavn (7e titre) |
| Coupes et trophées                          |                        |
| Vainqueur de la Coupe des îles Féroé 1974   | VB Vágur               |
| Promotions et relégations                   |                        |
| Promus en Meistaradeildin                   | non                    |
| Relégués en Meðaldeildin                    | non                    |